# Calyptraemalva catharinensis
Calyptraemalva es un género monotípico de fanerógamas perteneciente a la familia  Malvaceae cuya única especie es Calyptraemalva catharinensis, originaria del estado de Santa Catarina, en Brasil. 

## Descripción
La especie es notable por la presencia de una caliptra ((de lo cual toma el nombre el género), que es una cobertura cónica que envuelve el capullo floral.
Es un arbusto con tallos rojizos. Los tallos jóvenes están cubiertos por una pubescencia ferruginosa y llegan a ser glabros con la edad. Las hojas son simples. Las flores de color rosa se producen en inflorescencias con flores solitarias en las axilas de las hojas.

## Taxonomía
Calyptraemalva catharinensis fue descrita por Antonio Krapovickas  y publicada en Kurtziana 2: 123, en el año 1965. (30 Apr 1965)